# Margit Nagy-Sándor
Margit Nagy-Sándor (Debrecen, 29 maggio 1921 – Debrecen, 15 gennaio 2001) è stata una ginnasta ungherese.

## Palmarès

### Olimpiadi
- 2 medaglie:
  - 1 argento (Londra 1948 a squadre)
  - 1 bronzo (Berlino 1936 a squadre)